# Pactes de la Moncloa
Els Pactes de la Moncloa van ser els acords signats al Palau de la Moncloa durant la transició espanyola el 25 d'octubre de 1977 entre el Govern d'Espanya de la legislatura constituent, presidit per Adolfo Suárez, els principals partits polítics amb representació parlamentària al Congrés dels Diputats d'Espanya i les associacions empresarials i el sindicat Comissions Obreres, amb l'objectiu de procurar l'estabilització del procés de transició al sistema democràtic, així com adoptar una política econòmica que contingués la forta inflació que arribava al 47%.

## La conjuntura econòmica
La conjuntura econòmica era greu després que la crisi del petroli de 1973 arribés de ple a Espanya -a la qual no havia afectat tan ràpidament com als països europeus considerats aliats d'Israel per l'OPEP-, l'atur -que durant el franquisme quedava ocultat per l'emigració a Europa, i que ara en crisi no acceptava, produint-se en canvi la tornada dels emigrants-, la inflació havia superat la frontera del 40% a mitjan any 1977, i es temia la possibilitat d'arribar a xifres de veritable hiperinflació, com les que posteriorment van sofrir els països iberoamericans. Es parlava de fugida de capitals des dels últims anys del franquisme.
Els empresaris, acostumats al corporativisme i a l'intervencionisme que presidia les relacions econòmiques i socials durant el franquisme, recel·laven de la nova situació política i dels nous interlocutors socials, els sindicats de classe, que exhibien una retòrica reivindicativa que, segons com fos entesa, de vegades era presa per revolucionària.

## Converses prèvies
Amb anterioritat, Adolfo Suárez havia sostingut converses amb Felipe González i Santiago Carrillo, després de constituir-se les Corts Generals després de les eleccions del 15 de juny, amb la finalitat de sondejar la possibilitat d'un acord d'estabilitat, atès que el gabinet mancava de majoria absoluta. A més, les Corts no s'havien plantejat com a constituents, i aquesta era la intenció de l'oposició i per una banda significativa de membres de la Unió de Centre Democràtic, partit del govern. Al mateix temps, Suárez va encarregar al Ministre d'Economia i Hisenda, Enrique Fuentes Quintana, que tractés la possibilitat d'un acord marc amb els nous sindicats legalitzats, UGT i CCOO, per a evitar l'alt nivell de conflictivitat social. La UGT va rebutjar l'acord, i també algunes seccions sindicals de Comissions Obreres.

## Els acords
En el terreny polític es va acordar modificar les restriccions de la llibertat de premsa, quedant prohibida la censura prèvia i deixant al poder judicial les decisions sobre aquesta; es va modificar la legislació sobre secrets oficials per a permetre a l'oposició l'accés a la informació imprescindible per a complir les seves obligacions parlamentàries; es van aprovar els drets de reunió, d'associació política i la llibertat d'expressió mitjançant la propaganda, tipificant els delictes corresponents per la violació d'aquests drets; es va crear el delicte de tortura; es va reconèixer l'assistència lletrada als detinguts; es va despenalitzar l'adulteri i l'amistançament (relació sexual entre home i dona no casats entre si); es va derogar l'estructura del Movimiento Nacional, així com altres mesures sobre la restricció de la jurisdicció penal militar.
En matèria econòmica es va reconèixer l'acomiadament lliure per a un màxim del 5 per 100 de les plantilles de les empreses, el dret d'associació sindical, el límit d'increment de salaris es va fixar en el 22% (inflació prevista per a 1978), es va establir una contenció de la massa monetària i la devaluació de la pesseta (fixant el valor real del mercat financer) per a contenir la inflació; reforma de l'administració tributària davant el dèficit públic, així com mesures de control financer a través del Govern i el Banc d'Espanya davant el risc de fallides bancàries i la fugida de capitals a l'exterior. Els signants van ser finalment Adolfo Suárez en nom del govern, Leopoldo Calvo Sotelo (per UCD), Felipe González (pel Partit Socialista Obrer Espanyol), Santiago Carrillo (pel Partit Comunista d'Espanya), Manuel Fraga (per Aliança Popular), Enrique Tierno Galván (pel Partido Socialista Popular), Josep Maria Triginer (per la Federació Catalana del PSOE), Joan Reventós (per Convergència Socialista de Catalunya), Juan Ajuriaguerra (pel Partit Nacionalista Basc) i Miquel Roca (per Convergència i Unió). Manuel Fraga no va subscriure l'acord polític, però sí l'econòmic. Els acords van ser ratificats posteriorment al Congrés i al Senat.